# Kruiskruidhoofdjesgalmug
De kruiskruidhoofdjesgalmug (Contarinia jacobaeae) is een muggensoort uit de familie van de galmuggen (Cecidomyiidae). De wetenschappelijke naam van de soort is voor het eerst geldig gepubliceerd in 1850 door Loew.